# Зигфрид I фон Щаде
Зигфрид I фон Щаде (на немски: Siegfried I von Stade; * пр. 929; † сл. 973) от фамилията Удони е граф на Щаде (954 – 973).

## Произход
Той е син на граф Лотар II фон Щаде (* 874; † 5 септември 929 в битката при Ленцен на Елба) и съпругата му Сванхилда. Той е роднина на император Ото I Велики и на историка епископ Титмар Мерзебургски.
Брат е на Хайнрих фон Щаде I Плешиви († 11 май 976), граф на Щаде, и на Титмар († 12 март 1001), абат на Корвей (983 – 1001).